# Kyvett

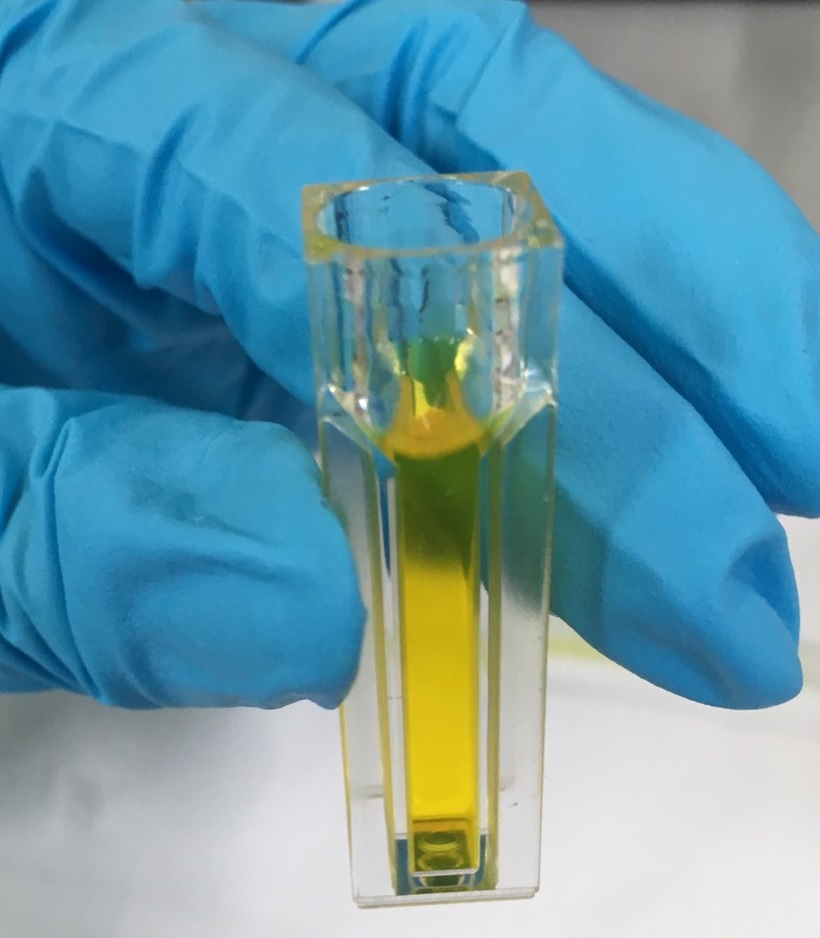
Dansylkloridlösning i en kyvett

I laboratorier är en kyvett (franska: cuvette, lit. 'litet kärl') en liten rörliknande behållare med raka sidor och ett cirkulärt eller kvadratiskt tvärsnitt. Den är förseglad i ena änden och tillverkad av ett klart, genomskinligt material som plast, glas eller smält kvarts. Kyvetter är utformade för att hålla prover för spektroskopisk mätning, där en ljusstråle passerar genom provet i kyvetten för att mäta absorbansen, transmittansen, fluorescensintensiteten, fluorescenspolarisationen eller fluorescenslivslängden för provet. Denna mätning görs med en spektrofotometer.

## Översikt

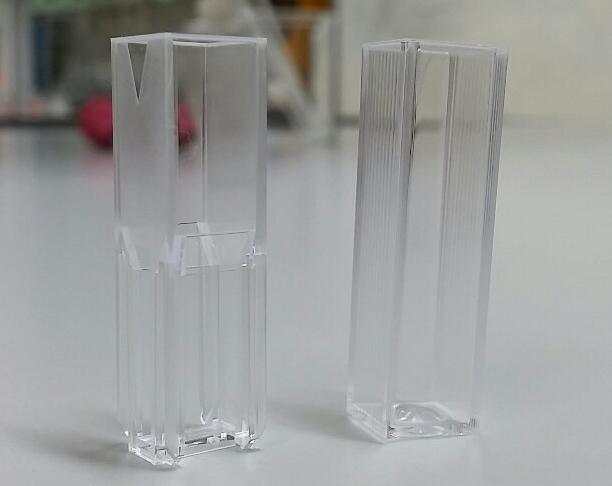
1 ml och 3 ml kyvetter

Traditionell ultraviolett-synlig spektroskopi eller fluorescensspektroskopi använder prover som är flytande. Ofta är provet en lösning, med ämnet av intresse löst inuti. Provet placeras i en kyvett som placeras i en spektrofotometer för testning. Kyvetten kan vara gjord av vilket material som helst som är genomskinligt inom det våglängdsintervall som används i testet.
De minsta kyvetterna rymmer 70 mikroliter, medan de största rymmer 2,5 milliliter eller mer. Bredden bestämmer längden på ljusvägen genom provet, vilket påverkar beräkningen av absorbansvärdet. Många kyvetter har en ljusbana på 10 mm, vilket förenklar beräkningen av absorptionskoefficienten. De flesta kyvetter har två transparenta sidor mitt emot varandra så att spektrofotometerljuset kan passera igenom, även om vissa tester använder reflektion så att  man bara behöver en transparent sida. För fluorescensmätningar behövs ytterligare två transparenta sidor, i rät vinkel mot de som används för spektrofotometerljuset, för excitationsljuset. Vissa kyvetter för användning med farliga lösningar eller för att skydda prover från luft har ett glas- eller plastlock.

## Teknik

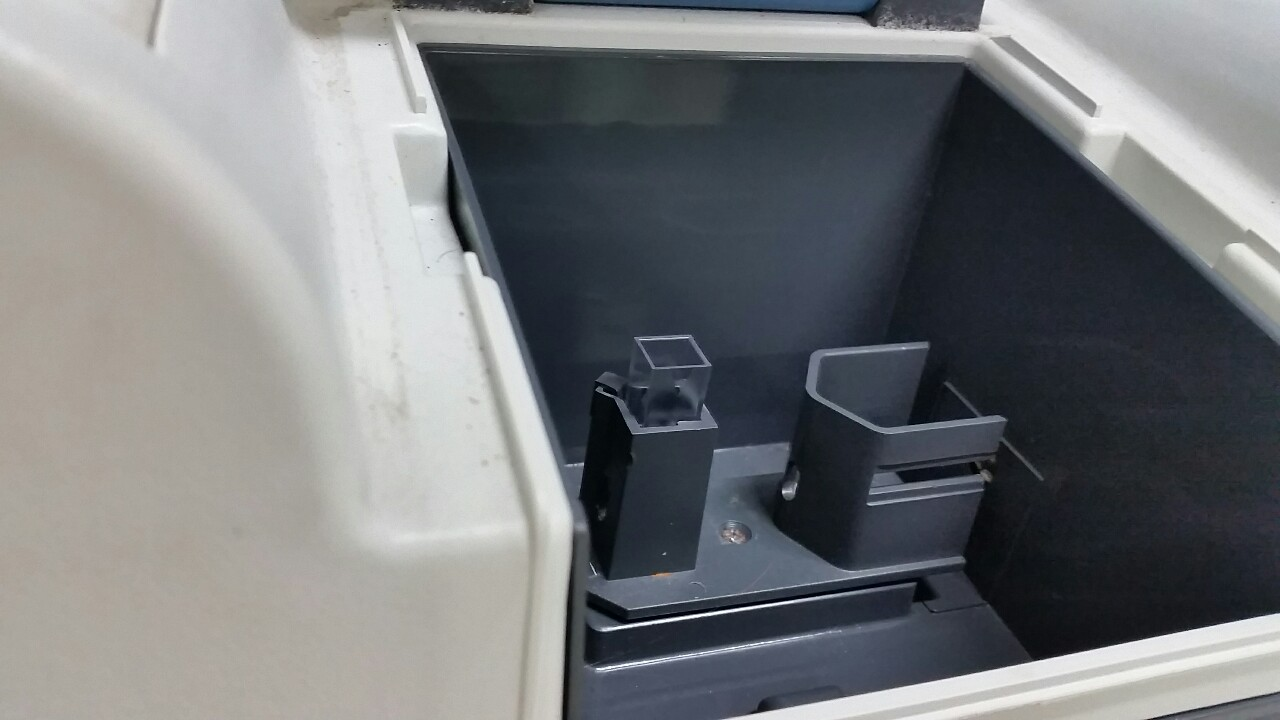
Kyvett i en spektrofotometer

Repor på kyvettens sidor som ljuset passerar genom sprider ljus och orsakar mätfel. Ett gummi- eller plastställ skyddar kyvetten från att oavsiktligt slås och bli repad av maskinhöljet. Lösningsmedlet och temperaturen kan också påverka mätningarna. Kyvetter som ska användas i cirkulär dikroism  -experiment bör aldrig stressas mekaniskt, eftersom spänningen kommer att orsaka dubbelbrytning  i kvartsen och påverka mätningar. Analyser utförs med hjälp av en konventionell skanningsspektrofotometer och den vanliga laboratoriekyvetten (specialflaska) som passar in i instrumentets provhålighet.
Fingeravtryck och vattendroppar stör ljusstrålar under mätning, så luddsvag gasväv eller trasa kan användas för att rengöra den yttre ytan av en kyvett före användning. Milt rengöringsmedel eller etanol kan strykas på och därpå sköljas bort med kranvatten. Syra och alkali ska undvikas på grund av dess frätande effekt på glas och aceton är olämpligt vid arbete med plastkyvetter. Om lösningen överförs till en kyvett med en Pasteurpipett som innehåller luft, kan det bildas bubblor inuti kyvetten, vilket minskar renheten hos en lösning och sprider ljusstrålar. Nivån på lösningen i kyvetten bör vara tillräckligt hög för att vara i vägen för ljuskällan. Om provet behöver inkuberas vid en hög temperatur, måste försiktighet iakttas för att undvika temperaturer som är för höga för kyvetten.

## Typer
Historiskt sett krävdes återanvändbara kvartskyvetter för mätningar i det ultravioletta området, eftersom glas och de flesta plaster absorberar ultraviolett ljus och skapar störningar. Idag finns det engångsplastkyvetter gjorda av specialplaster som är transparenta för ultraviolett ljus. Glas-, plast- och kvartskyvetter är alla lämpliga för mätningar som görs vid längre våglängder, till exempel i det synliga ljusområdet.
"Tandemkyvetter" har ett glasbarriärmedium som sträcker sig två tredjedelar av vägen upp på mitten, så att mätningar kan göras med två lösningar separerade och igen när de blandas.
Kyvetter är gjorda av kvarts och plast (engångs) beroende på UV-transmissionskrav.

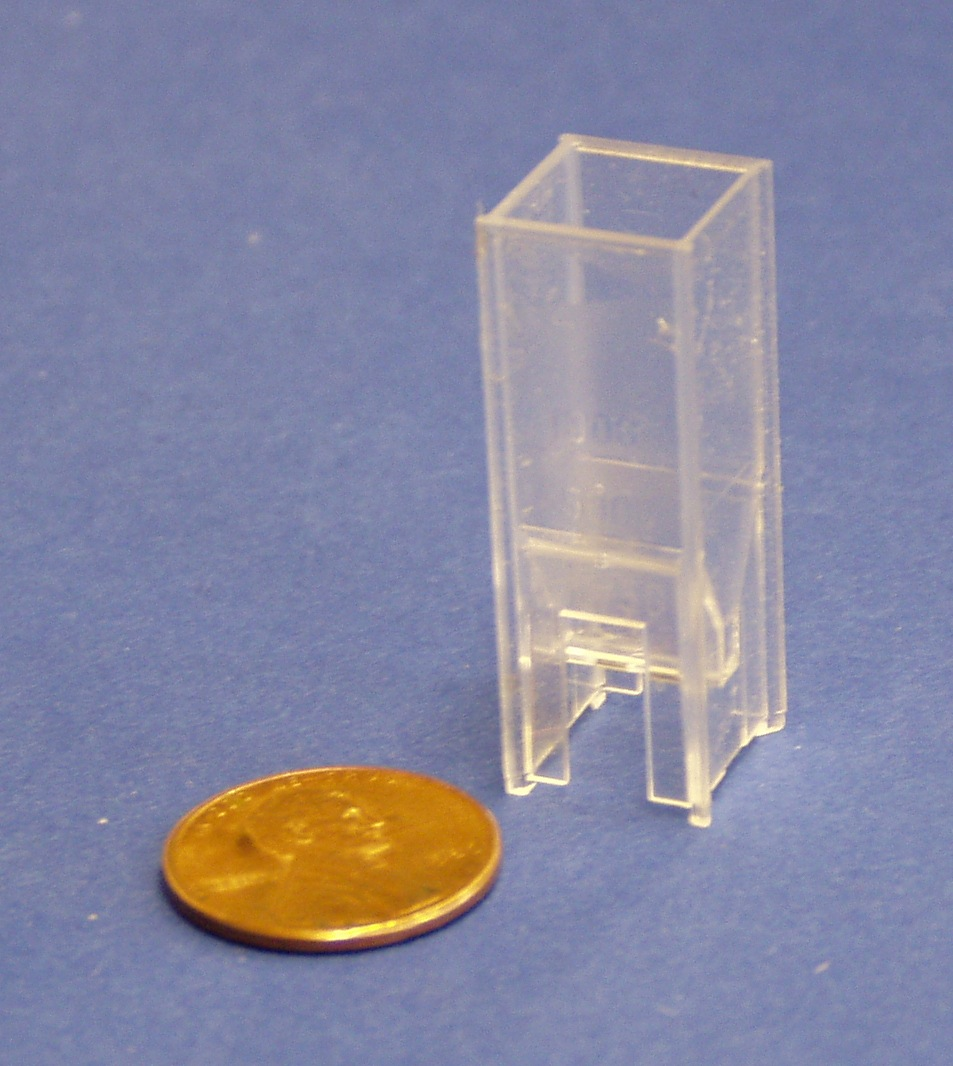
Engångskyvett i plast

### Plast
Plastkyvetter används ofta i snabba spektroskopiska analyser, där hög hastighet är viktigare än hög noggrannhet. Plastkyvetter med ett användbart våglängdsområde på 380–780  nm (det synliga spektrumet) kan kasseras efter användning, vilket förhindrar kontaminering vid återanvändning. De är billiga att tillverka och köpa. Engångskyvetter kan användas i vissa laboratorier där ljusstrålen inte är tillräckligt hög för att påverka absorptionstoleransen och konsistensen av värdet. 
Oftast används polymetylmetakrylat (PMMA) och polystyren (PS) material för att tillverka plastkyvetterna.

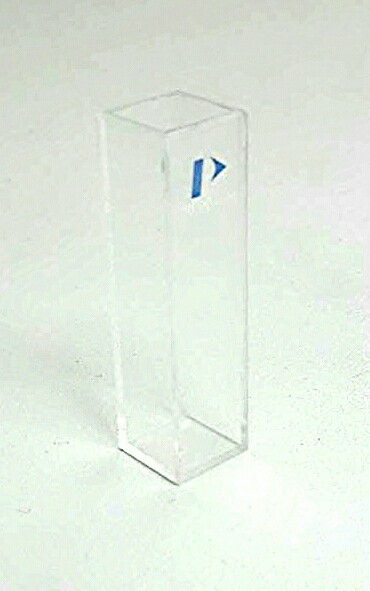
Kvartskyvett

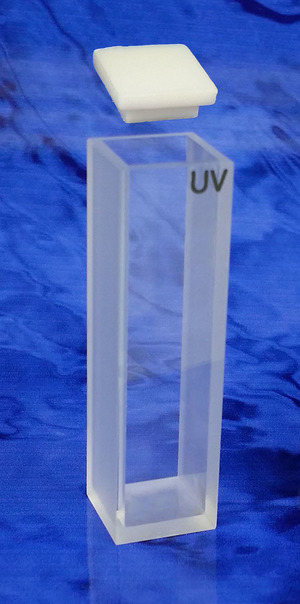
UV-kvartkyvett

### Glas
Kronglas har ett optimalt våglängdsområde på 340–2 500 nm. Glaskyvetter används vanligtvis i våglängdsområdet för synligt ljus, medan smält kvarts tenderar att användas för ultravioletta applikationer.

### Kvarts
Kvartsceller ger mer hållbarhet än plast eller glas. Kvarts utmärker sig vid överföring av UV-ljus och kan användas för våglängder från 190 till 2 500 nm.
Smältkvartsceller används för våglängder under 380 nm, det vill säga ultraviolett ljus.
IR-kvarts har ett användbart våglängdsområde på 220 till 3 500 nm. Den är mer resistent mot kemiska angrepp från provlösningen än andra typer avsedda för fluorescensmätningar.

### Safir
Safirkyvetter är de dyraste, men har det mest hållbara, reptåliga och överföringsbara materialet. Transmissionen sträcker sig från UV-ljus till medelinfrarött, från 250 till 5 000 nm. Safir kan motstå det extrema naturliga tillståndet hos vissa provlösningar och variationer i temperatur.

## Historik
År 1934 skapade James Franklin Hyde en kombinerad kiselcell, som var fri från andra främmande element, som en flytande teknik för andra glasprodukter. På 1950-talet förbättrade Starna Ltd. metoden att helt smälta ett glassegment med hjälp av värme utan att deformera dess form. Denna innovation har förändrat produktionen av inerta kyvetter utan värmehärdande harts. Innan den rektangulära kyvetten skapades användes vanliga provrör. 

## Bildgalleri

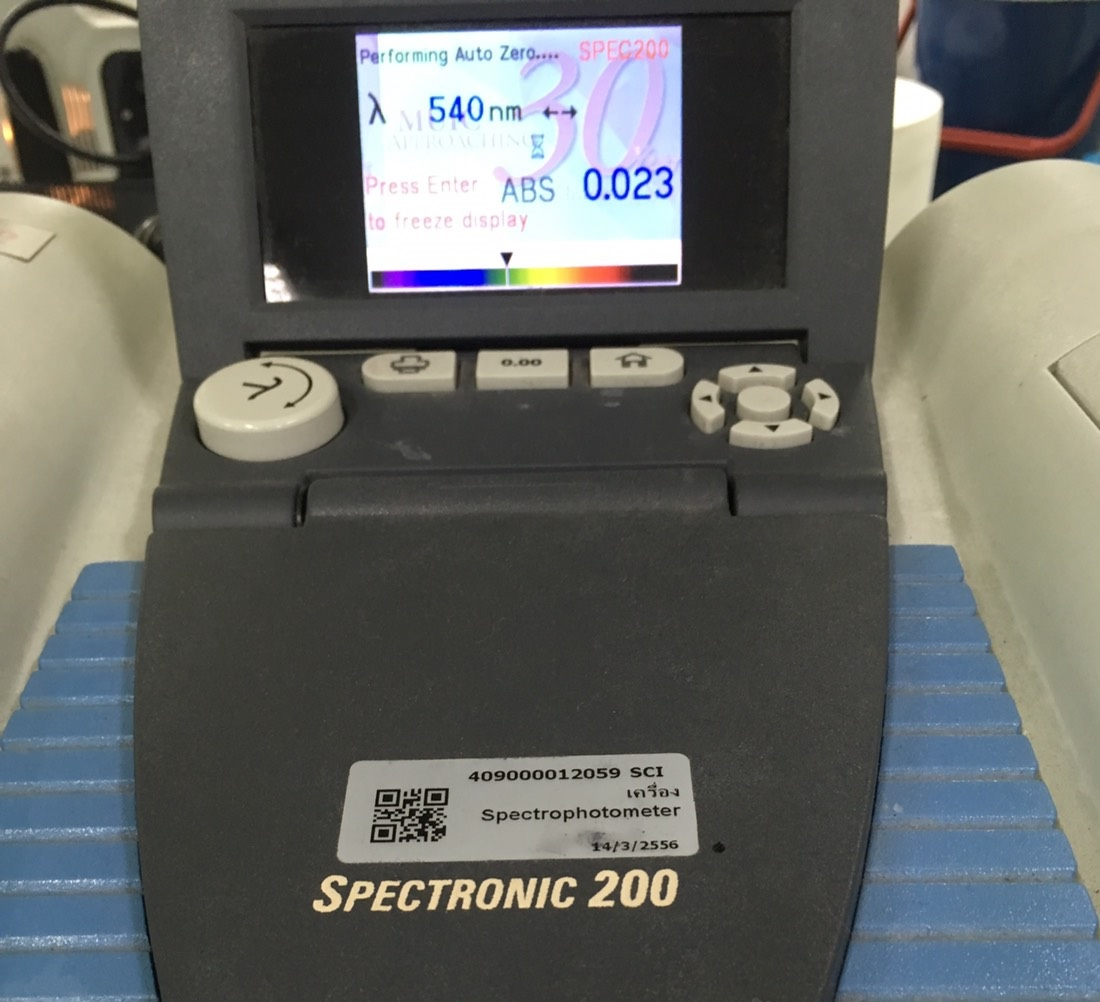
UV-VIS spektrofotometer används med kyvett
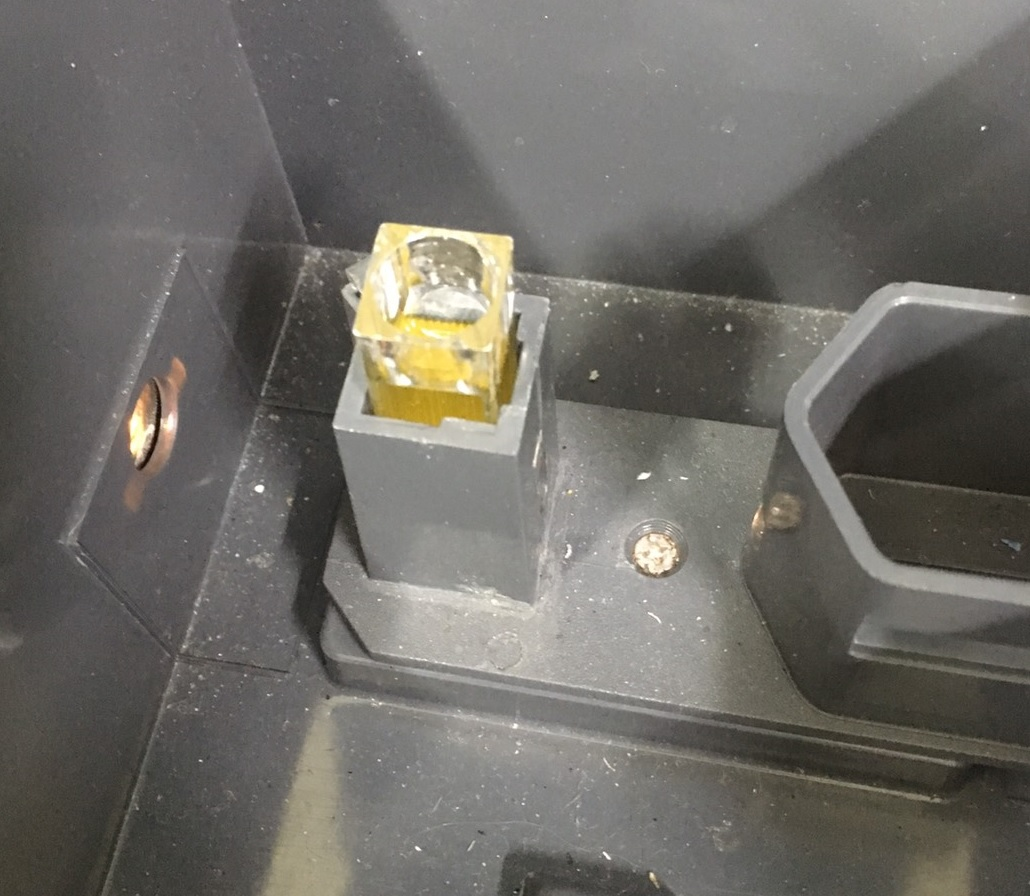
Placera den klara sidan av kyvetten mot ljuskällan